# محوطه گشه داش
محوطه گشه داش مربوط به عصر آهن است و در شهرستان ابهر، بخش مرکزی، دهستان در سجین، روستای ارکین، ۱۳۰۰ متری جنوب روستا واقع شده و این اثر در تاریخ ۱۲ دی ۱۳۸۶ با شمارهٔ ثبت ۲۰۴۶۰ به‌عنوان یکی از آثار ملی ایران به ثبت رسیده است.